# S1C (原子炉)
S1C はアメリカ海軍の艦艇向け発電・推進用原子炉の原型炉である。
型式名のS1Cは以下のような意味である。
- S = 潜水艦用
- 1 = 設計担当メーカにおける炉心設計の世代
- C = 設計担当メーカ（コンバッション・エンジニアリング）

この原子炉は、試験艦USS タリビー (SSN-597)に搭載する原子炉（S2C）のプロトタイプとして、コネチカット州ウィンザーに建造された。
タリビーでは、減速機から発生する水中雑音を排除するため、通常の原潜の推進方式とは異なり、蒸気タービンで発電機を駆動し、発生した電力でモーターを回す原子力ターボ・エレクトリック方式が採用された。タリビーは攻撃型原潜の先行例であり、ジェネラル・ダイナミクス・エレクトリック・ボートで建造され1960年に就役した。
冷戦の間、S1Cはウィンザーサイト（北緯41°52'45.08"、西経 72°43'02.55")において新設備の試験や原子炉運転員の訓練を行うことで、アメリカ海軍の原子力艦隊を支えていた。S1Cは1959年から1993まで運転され、若き日のカークランド・H・ドナルド提督を含む14,000人の海軍兵士が原子炉の運転訓練を受けた。
コネチカット州環境保護局（英語版）は、2006年にS1Cの廃止措置完了を宣言した。除染はニューヨーク州スケネクタディのノルズ原子力研究所（KAPL）が担当した。KAPLは、海軍とコンバッション・エンジニアリングとの間の契約が満了した後、1960年代から施設の運営を引き継いでいる。
S1Cは、原子力訓練ユニット（Nuclear Power Training Unit, NPTU)と呼ばれていた。その大きさとモータ駆動であることを除けば、プラントのレイアウトは最も多くの原潜で使われたS5Wと非常によく似ていた。

## S2C
プロトタイプである陸上設置型のS1Cをもとに、実際にタリビーに搭載されたのがS2C（S2C S2C Submarine Reactor, Small (SRS)）である。
艦載用に細部に変更が加えられているため世代が1→2に進んでいる。